# Lac Juillet (sjö i Kanada, Côte-Nord)
Lac Juillet är en sjö i Kanada.   Den ligger i regionen Côte-Nord och provinsen Québec, i den östra delen av landet, 1 300 km nordost om huvudstaden Ottawa. Lac Juillet ligger 486 meter över havet. Arean är 65 kvadratkilometer. Den sträcker sig 12,5 kilometer i nord-sydlig riktning, och 21,5 kilometer i öst-västlig riktning.
Trakten runt Lac Juillet är nära nog obefolkad, med mindre än två invånare per kvadratkilometer.